# Afa-Negus
Afa Negus (äthiop. አፈ ንጉሥ) war ein Titel am Hof des Negus Negest (Kaisers) von Äthiopien und bedeutet sinngemäß Mund des Königs. Ursprünglich war der Afa Negus der oberste Richter, der im Namen des Monarchen Urteile zu fällen hatte. Unter Kaiser Menelik II. war ab ca. 1900 Afa Negus der Titel des äthiopischen Justizministers. Die Würde des Afa Negus konnte nur vom Kaiser verliehen werden und stand in der traditionellen äthiopischen Titulatur über dem Dejazmach.